# Das Erbe der zweiten Frau
Das Erbe der zweiten Frau (Untertitel: Eine Familiengeschichte) ist ein Verbrechens- und Schauerroman, den Eufemia von Adlersfeld-Ballestrem in der zweiten Hälfte des Jahres 1878 im Jenaer Verlag Hermann Costenoble (Bibliothek für unsere Frauen) veröffentlicht hat. Nach Lady Melusine war Das Erbe der zweiten Frau ihr zweiter Roman.
Das Werk, dessen Titel auf einen 1874 von E. Marlitt publizierten Erfolgsroman (Die zweite Frau) anspielt, erzählt die Geschichte der jungen Lady Victoria Dunnesmoore, die durch eine Konvenienzheirat zufällig den Mann bekommt, den sie tatsächlich insgeheim liebt. Die erhoffte Erwiderung ihrer Gefühle wird auf eine harte Probe gestellt. Denn es kommt ans Licht, dass Victorias eigene Mutter, um die Ehe zu ermöglichen, die erste Ehefrau ermordet hatte.

## Handlung
Ort der Handlung ist das Schloss der fiktiven Grafen von Chesney in Wales, die Zeit die Gegenwart der Autorin, also die 1870er Jahre. Männliche Hauptfigur des Romans ist der Schlossherr, der unverheiratete und sehr reiche Lord Reginald St. James. Seine Eltern sind nicht mehr am Leben; seine Tante Mary, eine Schwester der Mutter, hatte in Frankreich einen Louis von St. Aubain geheiratet. Nachdem dieser sich im Anschluss an eine Fehlspekulation erschossen hat, nimmt Reginald Mary und ihre Tochter, die 18-jährige Margôt, auf.
Reginald und Margôt verlieben sich und heiraten. Zur Trauung reisen allerhand Gäste an, darunter das mit Reginald verwandte Geschwisterpaar Isabel und Francis St. James, sowie Reginalds enger persönlicher Freund Sir Edward Durham. Edward war mit Isabel einmal verlobt gewesen, von ihr jedoch sitzengelassen worden und hat von ihrem Charakter seitdem keine hohe Meinung mehr.
Ein weiterer Gast ist die schöne Lady Victoria Dunnesmoore. Victoria liebt Reginald, will seinem Glück aber nicht im Wege stehen – ganz im Gegensatz zu ihrer Mutter, Lady Jane, einer stolze und kalten Witwe, die, um Victoria gut zu verheiraten, bereit ist, über Leichen gehen würde. Tatsächlich lockt sie die frischgebackene Ehefrau noch am Abend der Hochzeit in einen abgelegenen Flügel des Schlosses, wo sie mit der Flamme einer Kerze Margôts Brautkleid in Brand setzt, mit der Folge, dass Margôt schwerste Verbrennungen erleidet, an denen sie wenig später stirbt. Es gelingt Lady Jane, den Vorfall wie einen tragischen Unfall erscheinen zu lassen.
1½ Jahre später. Da Isabel und Francis mehr Geld ausgeben, als sie einnehmen, drängt Francis seine Schwester, Reginald zu heiraten. Reginald interessiert sich, nachdem Edward ihm diese Verbindung – allein aus Vernunftgründen schon – empfohlen hat, jedoch viel mehr für Victoria, hält um ihre Hand an und heiratet sie schließlich auch. Victoria ist darüber gleichzeitig hochbeglückt und zu Tode betrübt, denn sie liebt Reginald ja; doch hat dieser Margôt immer noch nicht vergessen und erklärt Victoria, dass er in ihr nur eine „Kameradin“ sucht. Reginald weiß nichts von Victorias Liebe zu ihm.
Zum Familienschmuck der Grafen von Chesney gehört eine uralte Perlenkette, von der die Überlieferung weiß, dass sie den bevorstehenden Tod eines Familienmitglieds anzukündigen vermag. Eine der Perlen verfärbt sich dann vorübergehend. Auch warnt die Überlieferung davor, die Perlen zu beschädigen oder zu vernichten. Als die Hochzeitsgesellschaft den seltsamen Schmuck zu sehen wünscht, wird er hervorgeholt. Mit Entsetzen bemerken die Anwesenden, dass eine der Perlen tatsächlich eine dunkle Farbe angenommen hat. Ein Bediensteter soll die vermutlich triviale Ursache erkunden. Als er die Perle mit einem Hammer zu zerbrechen versucht, tut sich in einem Turm des Schlosses wie durch Geisterhand ein gewaltiger Riss auf.
Wenig später muss Reginald geschäftlich nach London reisen; Victoria und Lady Jane bleiben allein zurück. Da erkrankt Lady Jane plötzlich schwer und stirbt. Sie hinterlässt Victoria einen Brief, in dem sie der Tochter ihre Schuld an Margôts Tod eingesteht. Victoria fürchtet, dass Reginald sie – als Tochter der Mörderin seiner geliebten ersten Frau – verstoßen wird, beschließt, ihm die Sache zu verschweigen und versteckt den Brief im Spukflügel des Schlosses in einem Geheimfach.
Francis beobachtet sie, bringt den Brief in seinen Besitz und erpresst Victoria. Da Victoria ihm nervlich angegriffen erscheint, was er auf den Tod ihrer Mutter zurückführt, begibt Reginald sich mit seiner Frau auf eine Italienreise. Ohne ihm die Erpressung zu erwähnen, bittet Viktoria zuvor Edward, die geforderte Summe diskret zu beschaffen und Francis zu übergeben. Edward kennt Francis gut genug, um zu durchschauen, dass dieser mit Victoria ein unsauberes Spiel spielt, und verweigert ihm das Geld. Francis macht daraufhin seine Drohung war und berichtet dem mit seiner Frau inzwischen in Rom weilenden Reginald brieflich von Victorias und Lady Janes Geheimnis.
Da Reginald Victorias Motive für ihr bisheriges Schweigen noch nicht kennt, hält er sie zunächst für die Mitwisserin und Komplizin der Mörderin. Durch den Entzug seiner Zuneigung vernichtet, reist Victoria nach England ab. Sie ist bereit, das Verbrechen der Mutter durch Entsagung ihres eigenen Erdenglückes zu sühnen. Schließlich begreift Reginald jedoch, dass sie ihn aufrichtig liebt, und kehrt zu ihr zurück.
Der Erpresser Francis wird nach Indien abkommandiert. Isabel heiratet Squire Easton, einen willensstarken Mann, unter dessen strenger Hand sie sich doch noch zu einer guten Frau entwickelt. Edward, der loyale Freund, bleibt unverheiratet. Reginald und Victoria werden Eltern eines Sohnes und einer Tochter.

## Ausgaben (Auswahl)
- Das Erbe der zweiten Frau. Eine Familiengeschichte. Hermann Costenoble, Jena 1878.
- Das Erbe der zweiten Frau. Eine Familiengeschichte. Gale Ncco, 2017, ISBN 978-1-375-26616-1.